# Hans Thielhorn
Hans Thielhorn (* 9. Juli 1925) ist ein ehemaliger deutscher Fußballspieler.

## Werdegang
Thielhorn begann seine Karriere beim Oberligisten 1. FC Schweinfurt 05 und spielte danach eine Zeitlang bei Olympia Erfurt in der DDR-Landesklasse. Von dort wechselte er im Frühjahr 1950 zum VfB Lübeck, der ihn – anscheinend statutenwidrig – noch in derselben Saison in der Oberliga Nord einsetzte, aber dennoch abstieg. Thielhorn ging nunmehr zum Eimsbütteler TV in Hamburg. 1951 folgte der Wechsel zum Zweitligisten Arminia Bielefeld, bevor er ein Jahr später nach Schweinfurt zurückkehrte. Auch in Schweinfurt blieb Thielhorn ein Jahr und wechselte im Sommer 1953 zum FC Bayern Hof, bevor er seine Karriere bei Selb 09 ausklingen ließ. Hans Thielhorn absolvierte insgesamt 30 Oberligaspiele und erzielte dabei fünf Tore. Dazu kommen 22 Zweitligaspiele in der Saison 1951/52 bei Arminia Bielefeld, in denen er drei Treffer unter Trainer Hellmut Meidt und an der Seite von Mitspielern wie Karl-Heinz Hellwig und Willi Nolting erzielte.